# Primera División de Chile 1988
El Campeonato Nacional de Primera División de 1988 fue la 56.ª temporada de la máxima categoría del fútbol profesional chileno.
El torneo consistió en un campeonato a dos ruedas con un sistema de todos contra todos. Contó con la participación de 16 equipos, entre los que finalmente se consagró campeón Cobreloa, institución que obtuvo el cuarto campeonato de su historia. 
En la parte baja de la tabla de posiciones, descendieron a Segunda División Palestino y Universidad de Chile, este último por primera vez en su historia, tras permanecer en la máxima categoría del fútbol chileno desde 1938.

## Equipos por región
| Región               | N.º | Equipos                                                                           |
| -------------------- | --- | --------------------------------------------------------------------------------- |
| Región Metropolitana | 5   | Colo-Colo, Palestino, Unión Española, Universidad Católica y Universidad de Chile |
| Biobío               | 4   | Deportes Concepción, Fernández Vial, Huachipato y Naval                           |
| Tarapacá             | 1   | Deportes Iquique                                                                  |
| Antofagasta          | 1   | Cobreloa                                                                          |
| Atacama              | 1   | Cobresal                                                                          |
| Coquimbo             | 1   | Deportes La Serena                                                                |
| Valparaíso           | 1   | Everton                                                                           |
| O'Higgins            | 1   | O'Higgins                                                                         |
| Los Lagos            | 1   | Deportes Valdivia                                                                 |

## Tabla de posiciones
| Pos | Equipo               | PJ | PG | PE | PP | GF | GC | Dif | Pts |
| --- | -------------------- | -- | -- | -- | -- | -- | -- | --- | --- |
| 1   | Cobreloa             | 30 | 17 | 6  | 7  | 47 | 27 | 20  | 40  |
| 2   | Cobresal             | 30 | 14 | 9  | 7  | 51 | 30 | 21  | 37  |
| 3   | Deportes Iquique     | 30 | 13 | 8  | 9  | 46 | 35 | 11  | 34  |
| 4   | Universidad Católica | 30 | 14 | 5  | 11 | 41 | 35 | 6   | 33  |
| 5   | Deportes La Serena   | 30 | 10 | 12 | 8  | 37 | 41 | -4  | 32  |
| 6   | Colo-Colo            | 30 | 11 | 9  | 10 | 31 | 30 | 1   | 31  |
| 7   | Fernández Vial       | 30 | 10 | 10 | 10 | 38 | 42 | -4  | 30  |
| 8   | Huachipato           | 30 | 8  | 13 | 9  | 37 | 32 | 5   | 29  |
| 9   | Deportes Concepción  | 30 | 11 | 7  | 12 | 30 | 32 | -2  | 29  |
| 10  | Deportes Valdivia    | 30 | 10 | 8  | 12 | 40 | 46 | -6  | 28  |
| 11  | Everton              | 30 | 10 | 8  | 12 | 32 | 39 | -7  | 28  |
| 12  | Naval                | 30 | 9  | 9  | 12 | 39 | 45 | -6  | 27  |
| 13  | O'Higgins            | 30 | 10 | 6  | 14 | 36 | 43 | -7  | 26  |
| 14  | Unión Española       | 30 | 9  | 8  | 13 | 34 | 41 | -7  | 26  |
| 15  | Universidad de Chile | 30 | 7  | 12 | 11 | 26 | 34 | -8  | 26  |
| 16  | Palestino            | 30 | 8  | 8  | 14 | 36 | 49 | -13 | 24  |

PJ=Partidos jugados; PG=Partidos ganados; PE=Partidos empatados; PP=Partidos perdidos; GF=Goles a favor; GC=Goles en contra; Dif=Diferencia de gol; Pts=Puntos
|  | Campeón. Clasifica a la Copa Libertadores 1989 |
|  | Clasifica a la Liguilla Pre-Libertadores       |
|  | Juega la Liguilla de Promoción                 |
|  | Desciende a Segunda División                   |

## Campeón
|                    |
| Cobreloa 4º Título |

## Liguilla Pre-Libertadores
Clasifican a la Liguilla Pre-Libertadores, los ganadores de cada uno de los tres tramos del campeonato nacional, siempre y cuando finalizaran dentro de los ocho mejores clasificados, al término del mismo campeonato: 
- Fechas 1 a 10 Deportes Concepción, que al finalizar 9° cede su lugar a Cobreloa, que a su vez cede su puesto a Deportes La Serena, tras resultar campeón del torneo.
- Fechas 11 a 20 Colo-Colo;
- Fechas 21 a 30 Deportes Iquique.
- El 4° participante es Universidad Católica, al finalizar en el tercer lugar del Copa DIGEDER 1988, luego de que Unión Española, subcampeón de este torneo, no finalizara dentro de los ocho mejores en el campeonato nacional.

|  | Semifinales          | Semifinales      | Semifinales      |   |           | Final       | Final       |  |
|  | 18 y 21 de enero     | 18 y 21 de enero | 18 y 21 de enero |   |           | 25 de enero | 25 de enero |  |
|  |                      |                  |                  |   |           |             |             |  |
|  |                      |                  |                  |   |           |             |             |  |
|  | Deportes La Serena   | 1                | 1                |   |           |             |             |  |
|  | Deportes La Serena   | 1                | 1                |   |           |             |             |  |
|  | Colo-Colo            | 2                | 0                |   |           |             |             |  |
|  | Colo-Colo            | 2                | 0                |   | Colo-Colo | 2           |             |  |
|  |                      |                  |                  |   | Colo-Colo | 2           |             |  |
|  |                      |                  | Deportes Iquique | 1 |           |             |             |  |
|  | Deportes Iquique     | 1                | Deportes Iquique | 1 | 1         |             |             |  |
|  | Deportes Iquique     | 1                |                  |   | 1         |             |             |  |
|  | Universidad Católica | 0                | 3                |   |           |             |             |  |
|  | Universidad Católica | 0                | 3                |   |           |             |             |  |
|  |                      |                  |                  |   |           |             |             |  |

Final Liguilla
| 25 de enero de 1989 | Colo-Colo                               | 2:1 (2:0) | Deportes Iquique    | Estadio Nacional, Santiago                                |                                                           |
|                     | Jaime Pizarro 16' · Arturo Jáuregui 35' |           | 51' José Luis Russo | Asistencia: 20.287 espectadores Árbitro(s): Enrique Marín | Asistencia: 20.287 espectadores Árbitro(s): Enrique Marín |

## Liguilla de Promoción
Los 3 equipos que participaron en esa liguilla, tenían que jugar en una sola sede, en este caso en Valparaíso y lo disputaron en un formato de todos contra todos en 3 partidos. El ganador jugará en Primera División para el año 1989, mientras que los 2 perdedores jugarán en Segunda División para el mismo año mencionado.
| Pos | Equipo          | PJ | PG | PE | PP | GF | GC | Dif | Pts |
| --- | --------------- | -- | -- | -- | -- | -- | -- | --- | --- |
| 1   | O'Higgins       | 2  | 2  | 0  | 0  | 4  | 1  | 3   | 4   |
| 2   | Deportes Arica  | 2  | 0  | 1  | 1  | 1  | 2  | -1  | 1   |
| 3   | Deportes Temuco | 2  | 0  | 1  | 1  | 0  | 2  | -2  | 1   |

PJ=Partidos jugados; PG=Partidos ganados; PE=Partidos empatados; PP=Partidos perdidos; GF=Goles a favor; GC=Goles en contra; Dif=Diferencia de gol; Pts=Puntos
|  | Jugará en Primera División de Chile 1989  |
|  | Jugarán en Segunda División de Chile 1989 |

1º Fecha
| 18 de enero de 1989 | Deportes Arica | 0:0 | Deportes Temuco | Estadio Playa Ancha, Valparaíso                                |  |
|                     |                |     |                 | Asistencia: 1.085 espectadores Árbitro(s): Salvador Imperatore |  |

2º Fecha
| 21 de enero de 1989 | O'Higgins                                | 2:0 (0:0) | Deportes Temuco | Estadio Playa Ancha, Valparaíso                           |                                                           |
|                     | Sergio Bufarini 47' · Juvenal Vargas 51' |           |                 | Asistencia: 3.871 espectadores Árbitro(s): Jorge Massardo | Asistencia: 3.871 espectadores Árbitro(s): Jorge Massardo |

3º Fecha
| 25 de enero de 1989 | O'Higgins                                  | 2:1 | Deportes Arica   | Estadio Playa Ancha, Valparaíso |                                 |
|                     | Sergio Bufarini · Jorge ‘Choche’ Gómez 25' |     | Francisco Campos | Árbitro(s): Salvador Imperatore | Árbitro(s): Salvador Imperatore |

- O'Higgins se mantiene en la Primera División para el año 1989. En tanto, Deportes Arica y Deportes Temuco se mantienen en la Segunda División, para la temporada mencionada.

## Goleadores
| Jugador                | Equipo             | Goles |
| ---------------------- | ------------------ | ----- |
| Juan Jose Oré          | Deportes Iquique   | 18    |
| Carlos Gustavo de Luca | Deportes La Serena | 18    |
| Sergio Salgado         | Cobresal           | 16    |
| Carlos Sosa            | Naval              | 14    |
| Juan Carlos González   | Cobreloa           | 13    |
| Rubén Martínez         | Cobresal           | 13    |
| Edgardo Geoffroy       | Everton            | 12    |
| Javier Araujo          | Huachipato         | 12    |
| Luis Marcoleta         | Deportes Valdivia  | 12    |
| Jaime Baeza            | Huachipato         | 11    |
| Ramón Pérez            | Palestino          | 11    |
| Eduardo Cofré          | Cobresal           | 9     |
| Alfredo Nuñez          | Palestino          | 9     |

### Hat-Tricks & Pókers
Aquí se encuentra la lista de hat-tricks y póker de goles (en general, tres o más goles marcados por un jugador en un mismo encuentro) conseguidos en la temporada.
| Fecha                    | Jugador                | Goles | Partido                                  |
| ------------------------ | ---------------------- | ----- | ---------------------------------------- |
| 18 de septiembre de 1988 | Juan Jose Oré          | 3     | Cobreloa vs. Deportes Iquique            |
| 18 de septiembre de 1988 | Carlos Gustavo de Luca | 3     | Deportes La Serena vs. Deportes Valdivia |
| 2 de octubre de 1988     | Eduardo Cofré          | 3     | Cobresal vs. Palestino                   |
| 12 de octubre de 1988    | Carlos Sosa            | 3     | Naval vs. Deportes Valdivia              |
| 27 de noviembre de 1988  | Óscar Arriaza          | 3     | Huachipato vs. Deportes Valdivia         |
| 3 de diciembre de 1988   | Edgardo Geoffroy       | 3     | Everton vs. Deportes Concepción          |
| 8 de diciembre de 1988   | Juvenal Olmos          | 3     | Universidad Católica vs. Cobreloa        |
| 8 de enero de 1989       | Ramón Pérez            | 3     | Palestino vs. Deportes Iquique           |
| 15 de enero de 1989      | Juan Jose Oré          | 3     | Deportes Iquique vs. Everton             |